# Aeroportul Vahitahi
Aeroportul Vahitahi (IATA: VHZ, ICAO: NTUV) este un aeroport din îles Tuamotu-Gambier⁠(d), Polinezia Franceză, Franța ce deservește zona Vahitahi⁠(d). Aeroportul a fost tranzitat în 2022 de 1.104 pasageri. A fost deschis în 1978 și numit după zona deservită.
Situat la o altitudine de 3 m, aeroportul dispune de o singură pistă.